# 抽象对象理论
抽象对象理论，或称抽象客体理论（英語：Abstract Object Theory），属于形上學分支，关于抽象客体。最初提出这个概念的哲学家（形而上学家）是爱德华·扎尔塔，在他1999年的论文中，这个理论被认为是数学哲学的一个扩展。
扎尔塔的著作《抽象客体：公理形而上学导论》（英語：Abstract Objects: An Introduction to Axiomatic Metaphysics，1983年）中，他描绘了抽象客体理论的框架。
扎尔塔解释说，有两种论言：有些对象（我们身边日常的、具体的那些，例如桌子和椅子）例示了性质，其他的（抽象客体，如数字、其他人所谓“不实存的对象”（像“圆的方形”、“金山”）等）东西仅仅给这些性质编了码（"encode" them）。